# نیکولای گورلوف
نیکولای گورلوف (روسی: Николай Фёдорович Горе́лов؛ زادهٔ ۲۳ فوریهٔ ۱۹۴۸) دوچرخه‌سوار اهل روسیه است.